# Прабхаватігупта
Прабхаватігупта (д/н — бл. 443) — регентша держави Праварапури в 385/390—410/415 роках.

## Життєпис
Походила з династії Гуптів. Донька магараджахіраджи Чандрагупти II і Куберанаги. Замолоду вийшла заміж за Рудрасену Вакатака, спадкоємця держави Праварапури. Останній 380/385 року спадкував трон. Через 5 років чоловік помер і Прабхаватігупта стала решентшею при малолітньому старшому синові Дівакарасені.
Прабхаватігупта так й не передала владу синові, навіть після досягнення ним повноліття. Той навіть не отримав титулу маграаджа. Причини цього не відомі. Проводила активну прогуптську політику, внаслідок чого політичний і культурний вплив імперії Гупта в Праварапурі значно зріс. Деякі дослідники навіть вважають, що Праварапура фактично перетворилося в підлеглу державу.
Після смерті Дівакарасени 405/410 року його права на трон спадкував інший син Прабхаватігупти — Дамодарасена. Втім вона ще близько 5 років зберігала посаду регентши до його смерті близько 415/420 року. Новим маграджею став третій син — Праварасена II.
Ще 4 роки залишалася решентшею, після чого передала владу синові. Рештужиття активно сприяла храмам Вішну. надаючи численні землі та кошти. Завдяки їй священний пагорб у Рамагірі (на північ від столиці держави Нандівардхана) перетворився на своєрідне офіційне державне святилище, присвячене Вішну та його аватарам.  Померла близько 443 року.